# 한 메구미
한 메구미(일본어: 潘 めぐみ, 1989년 6월 3일~)는 일본의 여자 성우, 배우이다. 아토믹 몽키 소속이다. 도쿄도 출생이다.

## 작품

### 극장판 애니메이션
- 극장판 에그엔젤 코코밍:푸르밍과 두근두근 코코밍 세계 - 럭키타마
- 펭귄 하이웨이 - 하마모토
- 기동전사 건담 극장판
  - 기동전사 건담 디 오리진V: 격돌 루움 전투
  - 기동전사 건담 디 오리진 Ⅵ: 탄생 붉은 혜성
- 짱구는 못말려 극장판: 폭성! 쿵후소년 ~라면대란~
- 울트라맨 극장판
  - 극장판 울트라맨 지드 잇는다! 소망
  - 극장판 울트라맨 R/B 셀렉트! 인연의 크리스탈
- 괴수 걸즈(블랙) ~울트라 괴수 의인화 계획~
- 우리들의 7일 전쟁
- 사랑하고 사랑받고, 차고 차이고 - 야마모토 아카리
- 사이다처럼 말이 톡톡 솟아올라 - 비버